# Lazarus
Lazarus je vývojové prostředí (IDE) dostupné pro široké spektrum platforem (Win32/Win64, různé distribuce Linuxu, FreeBSD a Mac OS X), které slouží k vývoji aplikací v jazyku Pascal a Object Pascal. Podporuje různé dialekty Pascalu včetně Delphi; samotné vývojové prostředí se Delphi velmi podobá. Mottem projektu je “Write once, compile anywhere!” („Napiš jednou, zkompiluj všude!“). Vývoj začal v lednu 2001, verze 1.0 byla vydána 29. července 2012.

## Komponenty

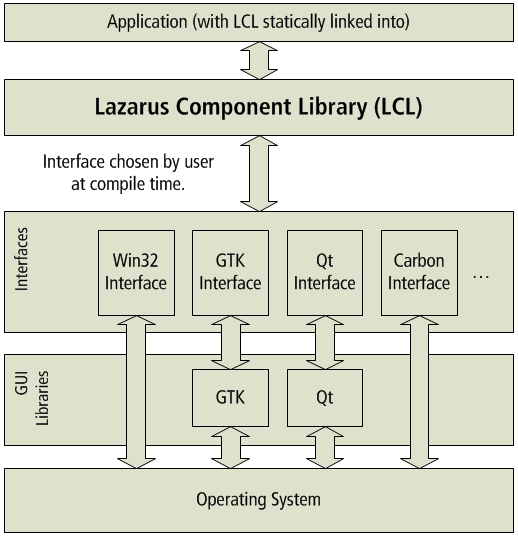
Architektura komponent v Lazaru

Lazarus obsahuje různé komponenty z různých oborů. Rámec práce s komponentami se nazývá Lazarus Component Library (LCL) – analogicky podle Visual Component Library (VCL), jen dostupné i pro jiné platformy než Microsoft Windows. Rozdíl mezi je v tom, že LCL drží widgety ve skupinách (widget set), s kterými dané widgety komunikují prostřednictvím ad hoc rozhraní.

### Množiny widgetů
- Windows API/Windows CE API, Graphic Device Interface pro Microsoft Windows a Windows CE
- GTK+ ve verzích 1.2 (zastaralá), 2.8 (aktuální) a 3.x (plánovaná) pro Windows, Linux (X11 a framebuffer) a Mac OS X (přes X11)
- Qt verze 4.5+ pro Windows, Linux (X11 a framebuffer), Mac OS X
- Carbon pro Mac OS X, stejně jako Cocoa, která je v úvodní fázi vývoje
- fpGUI pro Windows, Windows CE, Linux (přes X11)
- Lazarus Custom Drawn Controls – ad hoc ovládací prvky pro Windows, Linux (přes X11), Mac OS X a Android

### Databáze
Pro práci s databázemi existuje řada komponent, které jsou podobné těm z Delphi. Podpora existuje například pro databáze:
- dBase, FoxPro (jsou již zahrnuty v základní instalaci, přistupují k nim komponenty TDbf[2])
- PostgreSQL[3]
- MySQL[3]
- SQLite[3]
- InterBase/Firebird[3]
- MSSQL (přes knihovnu Zeoslib)[4]
- databáze s ODBC[3]

## Kompatibilní knihovny
- GLScene – knihovna pro OpenGL
- OpenWire – open source knihovna pro komunikaci LCL komponent

## Spustitelné soubory
Spustitelné soubory vytvořené Lazarem jsou větší než ty, které byly vytvořeny pod Delphi. To je způsobeno tím, že debug informace jsou zahrnuty v EXE souboru. Velikost spustitelných souborů ale lze zmenšit odebráním ladících informací pomocí nástroje Strip. Pokud vyžadujeme ještě menší velikost, je možné použít kompresní nástroj UPX (Ultimate Packer for eXecutables), který je schopný vytvořit aplikaci, která se sama rozbalí do paměti před každým spuštěním, ale za cenu horšího hospodaření s pamětí a vyššího zatížení procesoru.